# إبراهيم الفقي
إبراهيم محمد السيد الفقي (5 أغسطس 1950 - 10 فبراير 2012)، خبير التنمية البشرية والبرمجة اللغوية العصبية ورئيس مجلس إدارة المركز الكندي للتنمية البشرية، ومُؤسس ورئيس مجلس إدارة مجموعة شركات إبراهيم الفقي العالمية التي تتكون من (المركز الكندي لقوة الطاقة البشرية، المركز الكندي للتنويم بالإحياء، المركز الكندي للتنمية البشرية، المركز الكندي البرمجة اللغوية والعصبية). له مؤلفات تُرجمت إلى عدة لغات. درب أكثر من 600 ألف شخص في محاضراته حول العالم. من مؤلفاته: (إدارة الوقت، المفاتيح العشرة للنجاح).
ولد إبراهيم محمد السيد الفقي في حي فيكتوريا بمدينة الإسكندرية، حصل على بطولة مصر في تنس الطاولة لعدة سنوات ومَثَّلَ مصر مع المنتخب الوطني في بطولة العالم لتنس الطاولة بألمانيا الغربية عام 1969. وفي الحياة المهنية فقد تدرج الفقي في الوظائف حتى درجة مدير قسم في قطاع الفنادق بفندق فلسطين بالإسكندرية ووصل إلى الدرجة الثالثة وهو في سن الخامسة والعشرين. هاجر إلى كندا لدراسة الإدارة، وبدأ هناك في وظيفة عامل تنظيف الأطباق وفي وظيفة حارس لمطعم وحمال كراسي ومنظف طاولات في فندق.

## نجاحه
يحكي الفقي في محاضراته أنه سافر إلى كندا مع زوجته وهو لا يمتلك شيئًا وعمل في أقل الوظائف في فندق بالرغم من نجاحه في الفندقة قبل سفره إلى كندا، ثم تدرج في وقت قصير جدًا إلى أن أصبح مدير أكبر الفنادق في كندا. وحصل على الكثير من الشهادات الدولية وشهادة دكتوراه في علم التنمية البشرية، ويقول إبراهيم الفقي في موقعه الشخصي أنه قام بتأليف علمين جديدين مسجلين باسمه وهما: علم قوة الطاقة البشرية وعلم ديناميكية التكيف العصبي.

### المحاضرات والدورات التدريبية
درب الفقي أكثر من 600 ألف شخص في محاضراته حول العالم، كما أنه حاضر ودرّب بثلاث لغات: الإنجليزية والفرنسية والعربية.

## مؤلفاته

### الكتب
للفقي عدة مؤلفات ترجم بعضها إلى الإنجليزية، الفرنسية، العربية، الكردية والأندونيسية وله عدة كتب متوفرة في المكتبة والأرشيف الوطني لكندا عبارة عن عشرة عناوين كلها نشرت خلال التسعينيات من القرن الماضي، تدرجت مواضيعها زمنياً من تناول تقنيات البيع مروراً بفن التدبير الناجح ووصولاً إلى الكتابة عن التطوير الذاتي والنجاح عمومًا، من أبرز كتبه:
- قوة التفكير

كتاب الطريق إلى الامتياز، طبعت سنة 2016

- البرمجة اللغوية العصبية وفن الاتصال اللامحدود.
- المفاتيح العشرة للنجاح.
- قوة التحكم في الذات.
- قوة الحب والتسامح.
- حياة بلا توتر.
- إدارة الوقت.
- سيطر على حياتك.
- أيقظ قدراتك واصنع مستقبلك.
- سحر القيادة.
- الطاقة البشرية والطريق إلى القمة.
- استراتيجيات التفكير.
- التفكير السلبي والتفكير الإيجابي.
- الأسرارالسبعة للقوة الذاتية.[6]
- كيف تتحكم في شعورك وأحاسيسك.
- أسرار التسويق الاستراتيجي.
- الطريق إلى النجاح.
- الطريق إلى الأمتياز.
- قوة الثقة بالنفس.
- العمل الجماعي.
- غير حياتك في 30 يوم.
- فن خدمة العملاء.
- فن وأسرار اتخاذ القرار.
- قوة التحفيز.
- قوة العقل الباطن.

### مواد مرئية
- المفاتيح العشرة للنجاح.
- قوانين العقل الباطن.
- فن وأسرار اتخاذ القرار.
- قوة التحكم في الذات.
- قوة الثقة في النفس.
- قوة الحب والتسامح.
- أيقظ قدراتك واصنع مستقبلك.
- استراتيجيات الاتصال الفعال.
- حياتي.

### شرائط سمعية
- اللقاء المفتوح مع د. إبراهيم الفقي
- البرمجة اللغوية العصبية، وتطبيقاتها في حياتنا العملية.
- نجاح بلا حدود.
- فن اتخاذ القرار.
- قوة الحماس.
- الطريق إلى النجاح.

### الاسطوانات الرقمية DVD
- قوة الحماس.
- استراتيجيات الاتصال الفعال.
- طريقك للتميز.
- أسرار قادة التميز.

## مجموعة شركات إبراهيم الفقي العالمية
- المركز الكندي للتنمية البشرية.
- المركز الكندي لقوة الطاقة البشرية.
- المركز الكندي للبرمجة اللغوية العصبية.
- المركز الكندي للتنويم بالإيحاء.

## الحياة الشخصية
تزوج من آمال الفقي في سنة 1974 وله بنتان نانسي ونرمين.

## وفاته
يوم الجمعة 10 فبراير 2012 صباحاً، وجد إبراهيم الفقي وشقيقته، وكذلك سيدة أخرى من العائلة (تعمل مربية أطفال) ماتوا اختناقاً إثر اندلاع حريق هائل بالشقة التي يقيم بها. وقد نشب الحريق في مركز إبراهيم الفقي للتنمية البشرية بالطابق الثالث وامتد لباقي أدوار العقار الذي يمتلكه الفقي ويقيم به مما أدى إلى وفاته وشقيقته فوقية محمد الفقي (62 سنة) والسيدة الأخرى التي كانت تقيم معهم وتدعى نوال.

## من أقواله
- في آخر تغريدة له على تويتر قال:

| إبراهيم الفقي | ابتعد عن الأشخاص الذين يحاولون التقليل من طموحاتك بينما الناس العظماء هم الذين يشعرونك أنك باستطاعتك أن تصبح واحداً منهم. | إبراهيم الفقي |

كانت هذه الكلمات بمثابة الوصية الأخيرة التي كتبها الفقي على حسابه الخاص بموقع تويتر قبل ساعات قليلة من رحيله، حتى أنه أوصى أصدقاءه بإعادة نشرها مرة أخرى، وكأنه كان يعرف مصيره الذي ينتظره فأراد أن يحمل رسالة إلى الجميع يدعو من خلالها الجميع بالتمسك بطموحاته أياً كانت صعوبة تحقيقها بحسب صحيفة الأهرام المصرية.
- كما قال: | إبراهيم الفقي | عش كل لحظة كأنها آخر لحظة، عش بحبك لله عز وجل، عش بالتطبع بأخلاق الرسول عليه الصلاة والسلام، عش بالأمل، عش بالكفاح، عش بالصبر عش بالحب، وقدر قيمة الحياة. | إبراهيم الفقي |

## وصلات خارجية
- صفحة إبراهيم الفقى على موقع الكتب ومؤلفاته
- ملخص لكتاب المفاتيح العشرة للنجاح
- مجموعة شركات إبراهيم الفقي العالمية
- فيديو حريق شقة إبراهيم الفقي على يوتيوب
- صفحة إبراهيم الفقي على موقع أبجد
- صفحة اقتباسات إبراهيم الفقي  على موقع أبجد
- تحميل عشرة كتب إبراهيم الفقي موقع بحر الكتب
- يوتيوب إبراهيم الفقي صانع الامل - الجزيرة الوثائقية نشر بتاريخ 8/4/2017